# Янг, Шаланда
Шаланда Делорес Янг (англ. Shalanda Delores Young, род. 29 августа 1977, Закари, Луизиана) — американский политический советник, директор Административно-бюджетного управления (АБУ), ранее исполнявшая обязанности с 24 марта 2021 года по 17 марта 2022 года одновременно в качестве заместителя директора. Ранее она работала в комитете Палаты представителей США по ассигнованиям в качестве директора по персоналу.

## Ранняя жизнь и образование
Янг родилась в Батон-Руже, штат Луизиана, и выросла в Клинтоне, штат Луизиана. Она получила степень бакалавра искусств в Новоорлеанском университете Лойолы и степень магистра управления здравоохранением в Тулейнском университете.

## Карьера
Около 2001 года Янг переехала в Вашингтон, округ Колумбия, где стала научным сотрудником Национального института здравоохранения.
В течение 14 лет Янг работала сотрудником комитета Палаты представителей США по ассигнованиям. В феврале 2017 года она была назначена директором по персоналу комитета, должность, которую она занимала до её выдвижения на должность заместителя директора АБУ в 2021. Будучи директором по персоналу комитета, Янг участвовала в создании предложения, связанного с приостановкой работы правительства США в 2018—2019 годах и реакцией федерального правительства США на пандемию COVID-19.

### Административно-бюджетное управление
Во время слушания по поводу её выдвижения на пост заместителя директора АБУ она получила некоторую похвалу от республиканских членов комитета сената США по бюджету, в том числе Линдси Грэм, который сказал: «Все, кто имеет дело с вами на нашей стороне, могут сказать только хорошее». Утверждение её кандидатуры на пост заместителя директора комитета Сената США по национальной безопасности и правительственным делам было менее двухпартийным, с голосованием по партийным линиям, чтобы продвинуть его, а сенаторы Республиканской партии выразили обеспокоенность по поводу её поддержки удаления поправки Хайда из федерального бюджета.
Когда она была утверждена в качестве заместителя директора АБУ, позже она стала исполняющим обязанности директора, пока она не была официально утверждена.
Поскольку выдвижение Ниры Танден на пост директора АБУ столкнулось с оппозицией, демократы на собрании чернокожих Конгресса начали рассматривать Янг на должность директора АБУ, если номинация Тандена потерпит неудачу. После того, как кандидатура Танден на пост директора АБУ была отозвана, коалиция СЧК и новых демократов позже одобрила Янг. Спикер Палаты представителей Нэнси Пелоси, лидер большинства Стени Хойер и Джим Клайберн опубликовали совместное заявление в отношении Янг, заявив:
Как давние члены Комитета по ассигнованиям, мы гордимся тем, что рекомендуем Шаланду Янг на должность директора Административно-бюджетного управления [...] Её лидерство в АБУ было бы историческим и послало бы сильный сигнал о том, что эта администрация стремится работать в тесной координации с членами Конгресса для разработки бюджетов, которые отвечают вызовам нашего времени и могут обеспечить широкую двухпартийную поддержку.
Янг также получила одобрение на должность директора АБУ от Розы Делауро, которая является председателем комитета Палаты представителей по ассигнованиям. Янг получила поддержку от различных республиканцев Сената, кроме Линдси Грэма, включая члена комитета сената США по ассигнованиям Ричарда Шелби из Алабамы.
23 марта 2021 года Янг была утвержденаа Сенатом США голосованием 63-37 на пост заместителя АБУ.
24 ноября Байден объявил, что назначит Янг директором АБУ, после восьми месяцев работы в качестве исполняющего обязанности директора. 15 марта 2022 года Сенат утвердил Янг голосованием 61-36.